# Mông Cổ tại Thế vận hội
Mông Cổ tham gia Thế vận hội năm 1964, và đã liên tục gửi các vận động viên (VĐV) tới các kỳ Thế vận hội Mùa hè kể từ đó, trừ lần tẩy chay Thế vận hội Mùa hè 1984.
Mông Cổ cũng tham dự Thế vận hội Mùa đông từ 1964 và chỉ bỏ lỡ kỳ Mùa đông 1976.
Các VĐV Mông Cổ đã giành được 26 huy chương, tất cả đều từ các kỳ vận hội Mùa hè, các môn đấu vật tự do, quyền Anh, bắn súng, và judo. Trước Thế vận hội Mùa hè 2008, Mông Cổ là nước chưa từng giành vàng Olympic có nhiều huy chương bạc và đồng nhất. Mông Cổ giành tấm huy chương vàng đầu tiên môn Judo, với Naidangiin Tüvshinbayar chiến thắng hạng bán nặng nam. VĐV đầu tiên gặt hái những thành công tầm quốc tế của Mông Cổ là đô vật Jigjidiin Mönkhbat, huy chương đồng vô địch thế giới năm 1967, huy chương bạc Thế vận hội Mùa hè 1968 (thắng - 4, hòa - 2, thua - 0).
Ủy ban Olympic Quốc gia Mông Cổ được thành lập năm 1956 và được công nhận bởi Ủy ban Olympic Quốc tế năm 1962.

## Bảng huy chương

### Thế vận hội Mùa hè
| Tokyo 1964            | 21            | 5             | 0             | 3             | 0             | 4             | 3             | 0             | 3             | 0             | 0             | 8             | 0             | 0             | 0             |               |               |               |               |               |
| Thành phố México 1968 | 16            | 4             | 0             | 1             | 0             | 0             | 4             | 0             | 3             | 0             | 0             | 8             | 0             | 1             | 3             | 4             | 34            |               |               |               |
| München 1972          | 39            | 7             | 3             | 1             | 9             | 0             | 0             | 5             | 4             | 0             | 4             | 13            | 0             | 1             | 0             | 1             | 33            |               |               |               |
| Montréal 1976         | 32            | 5             | 4             | 0             | 6             | 0             | 0             | 5             | 4             | 0             | 0             | 13            | 0             | 1             | 0             | 1             | 34            |               |               |               |
| Moskva 1980           | 43            | 8             | 4             | 0             | 7             | 5             | 2             | 7             | 2             | 0             | 3             | 13            | 0             | 2             | 2             | 4             | 27            |               |               |               |
| Los Angeles 1984      | không tham dự | không tham dự | không tham dự | không tham dự | không tham dự | không tham dự | không tham dự | không tham dự | không tham dự | không tham dự | không tham dự | không tham dự | không tham dự | không tham dự | không tham dự | không tham dự | không tham dự | không tham dự | không tham dự | không tham dự |
| Seoul 1988            | 28            | 5             | 3             | 0             | 7             | 0             | 0             | 6             | 3             | 0             | 0             | 9             | 0             | 0             | 1             | 1             | 46            |               |               |               |
| Barcelona 1992        | 33            | 8             | 1             | 1             | 6             | 4             | 0             | 10            | 2             | 0             | 2             | 7             | 0             | 0             | 2             | 2             | 51            |               |               |               |
| Atlanta 1996          | 16            | 7             | 1             | 2             | 2             | 1             | 0             | 3             | 2             | 0             | 0             | 4             | 0             | 0             | 1             | 1             | 71            |               |               |               |
| Sydney 2000           | 20            | 6             | 0             | 2             | 1             | 0             | 0             | 8             | 3             | 2             | 0             | 4             | 0             | 0             | 0             |               |               |               |               |               |
| Athens 2004           | 20            | 7             | 2             | 0             | 1             | 0             | 0             | 8             | 1             | 1             | 1             | 6             | 0             | 0             | 1             | 1             | 71            |               |               |               |
| Bắc Kinh 2008         | 29            | 7             | 0             | 2             | 4             | 0             | 0             | 10            | 3             | 2             | 1             | 6             | 2             | 2             | 0             | 4             | 31            |               |               |               |
| Luân Đôn 2012         | 29            | 7             | 2             | 2             | 4             | 0             | 0             | 9             | 2             | 2             | 0             | 8             | 0             | 2             | 3             | 5             | 56            |               |               |               |
| Rio de Janeiro 2016   | 43            | 9             | 1             | 5             | 6             | 0             | 0             | 13            | 3             | 2             | 2             | 10            | 0             | 1             | 1             | 2             | 67            |               |               |               |
| Tokyo 2020            | chưa diễn ra  |               |               |               |               |               |               |               |               |               |               |               |               |               |               |               |               |               |               |               |
| Paris 2024            | chưa diễn ra  |               |               |               |               |               |               |               |               |               |               |               |               |               |               |               |               |               |               |               |
| Los Angeles 2028      | chưa diễn ra  |               |               |               |               |               |               |               |               |               |               |               |               |               |               |               |               |               |               |               |
| Tổng số               | Tổng số       | Tổng số       | Tổng số       | Tổng số       | Tổng số       | Tổng số       | Tổng số       | Tổng số       | Tổng số       | Tổng số       | Tổng số       | Tổng số       | 2             | 10            | 14            | 26            |               |               |               |               |

### Huy chương theo môn
| Môn thi đấu        | Vàng | Bạc | Đồng | Tổng số |
| ------------------ | ---- | --- | ---- | ------- |
| Judo               | 1    | 3   | 4    | 8       |
| Quyền Anh          | 1    | 2   | 4    | 7       |
| Đấu vật            | 0    | 4   | 5    | 9       |
| Bắn súng           | 0    | 1   | 1    | 2       |
| Tổng số (4 đơn vị) | 2    | 10  | 14   | 26      |

## VĐV giành huy chương
| Huy chương | Tên                         | Thế vận hội           | Môn thi đấu | Nội dung                  |
| ---------- | --------------------------- | --------------------- | ----------- | ------------------------- |
| Bạc        | Jigjidiin Mönkhbat          | Thành phố México 1968 | Đấu vật     | Tự do nam hạng cân 87 kg  |
| Đồng       | Chimedbazaryn Damdinsharav  | Thành phố México 1968 | Đấu vật     | Tự do nam hạng cân 52 kg  |
| Đồng       | Danzandarjaagiin Sereeter   | Thành phố México 1968 | Đấu vật     | Tự do nam hạng cân 70 kg  |
| Đồng       | Tömöriin Artag              | Thành phố México 1968 | Đấu vật     | Tự do nam hạng cân 78 kg  |
| Bạc        | Khorloogiin Bayanmönkh      | München 1972          | Đấu vật     | Tự do nam hạng cân 100 kg |
| Bạc        | Zevegiin Oidov              | Montréal 1976         | Đấu vật     | Tự do nam hạng cân 62 kg  |
| Bạc        | Tsendiin Damdin             | Moskva 1980           | Judo        | Hạng cân 65 kg nam        |
| Bạc        | Jamtsyn Davaajav            | Moskva 1980           | Đấu vật     | Tự do nam hạng cân 74 kg  |
| Đồng       | Ravdangiin Davaadalai       | Moskva 1980           | Judo        | Hạng cân 71 kg nam        |
| Đồng       | Dugarsürengiin Oyuunbold    | Moskva 1980           | Đấu vật     | Tự do nam hạng cân 57 kg  |
| Đồng       | Nergüin Enkhbat             | Seoul 1988            | Quyền Anh   | Hạng nhẹ nam              |
| Đồng       | Namjilyn Bayarsaikhan       | Barcelona 1992        | Quyền Anh   | Hạng nhẹ nam              |
| Đồng       | Dorjsürengiin Mönkhbayar    | Barcelona 1992        | Bắn súng    | 25 mét súng ngắn nữ       |
| Đồng       | Dorjpalamyn Narmandakh      | Atlanta 1996          | Judo        | Hạng cân 60 kg nam        |
| Đồng       | Khashbaataryn Tsagaanbaatar | Athens 2004           | Judo        | Hạng cân 60 kg nam        |
| Vàng       | Naidangiin Tüvshinbayar     | Bắc Kinh 2008         | Judo        | Hạng cân 100 kg nam       |
| Vàng       | Enkhbatyn Badar-Uugan       | Bắc Kinh 2008         | Quyền Anh   | Hạng gà nam               |
| Bạc        | Otryadyn Gündegmaa          | Bắc Kinh 2008         | Bắn súng    | 25 mét súng ngắn nữ       |
| Bạc        | Pürevdorjiin Serdamba       | Bắc Kinh 2008         | Quyền Anh   | Hạng ruồi nhẹ nam         |
| Bạc        | Nyambayaryn Tögstsogt       | Luân Đôn 2012         | Quyền Anh   | Hạng cân 52kg nam         |
| Bạc        | Naidangiin Tüvshinbayar     | Luân Đôn 2012         | Judo        | Hạng cân 100 kg nam       |
| Đồng       | Sainjargalyn Nyam-Ochir     | Luân Đôn 2012         | Judo        | Hạng cân 73kg nam         |
| Đồng       | Soronzonboldyn Battsetseg   | Luân Đôn 2012         | Đấu vật     | Tự do nữ hạng cân 63kg    |
| Đồng       | Uranchimegiin Mönkh-Erdene  | Luân Đôn 2012         | Quyền Anh   | Hạng dưới bán trung nam   |
| Bạc        | Dorjsürengiin Sumiya        | Rio de Janeiro 2016   | Judo        | Hạng cân 57 kg nam        |
| Đồng       | Dorjnyambuugiin Otgondalai  | Rio de Janeiro 2016   | Quyền Anh   | Hạng nhẹ nam              |